# Rue Georges-de-Porto-Riche
La rue Georges-de-Porto-Riche est une rue du 14e arrondissement de Paris.

## Situation et accès
Elle est située entre la rue Henri-Barboux et la rue Monticelli.

## Origine du nom
Elle porte le nom de l'écrivain, bibliothécaire et académicien français, Georges de Porto-Riche (1849-1930).

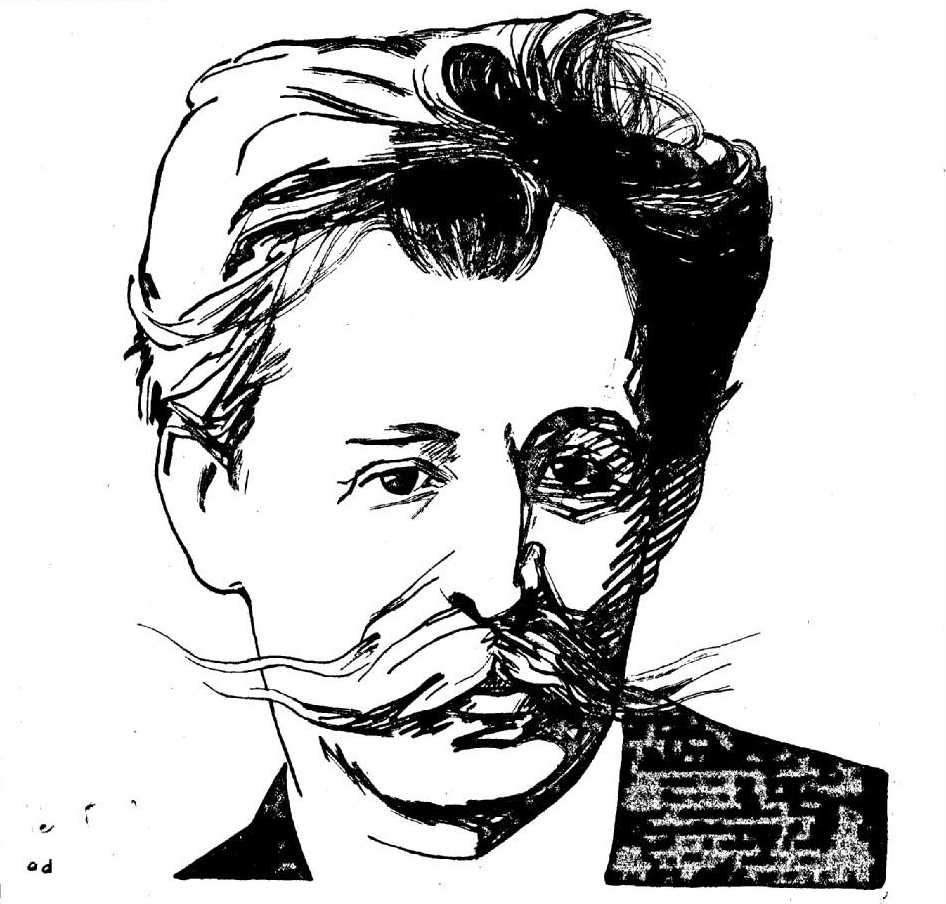
Georges de Porto-Riche en 1910, par Aristide Delannoy.
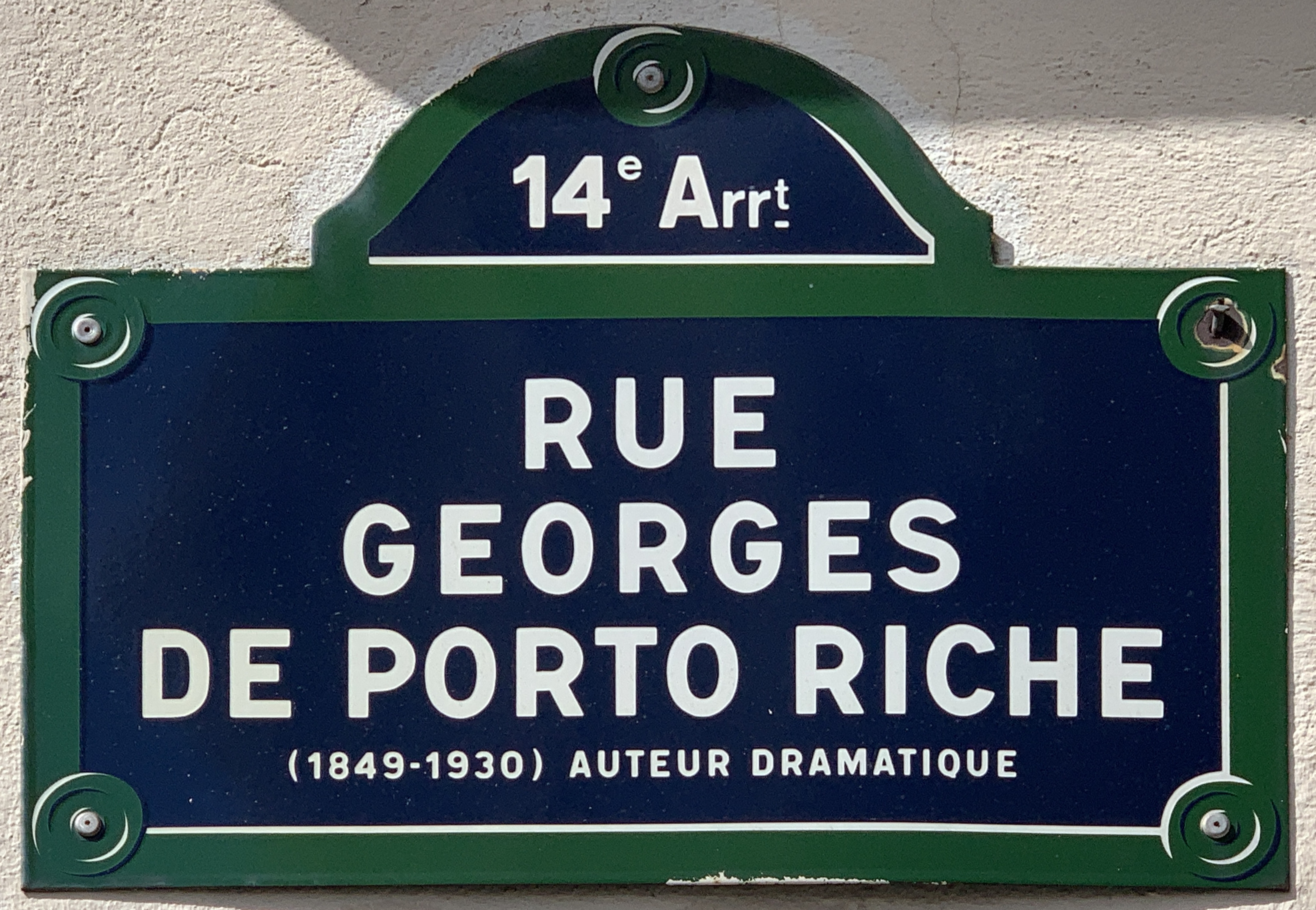
Plaque de la rue.

## Historique
Cette voie a été ouverte par la Ville de Paris à l’emplacement du bastion no 80 de l’enceinte de Thiers.
Sous l'Occupation, cette rue fait partie de celles que le capitaine Paul Sézille, directeur de l'Institut d'étude des questions juives, voulait marquer d'une étoile jaune, en raison de l'origine juive du personnage. Ce projet n'aboutira pas.